# Присачауа (Мехединци)
Присачауа (рум. Prisăceaua) насеље је у Румунији у округу Мехединци у општини Опришор. Oпштина се налази на надморској висини од 230 m.

## Становништво
Према подацима из 2002. године у насељу је живело 598 становника, од којих су сви румунске националности.